# Biarritz étterem és kávézó

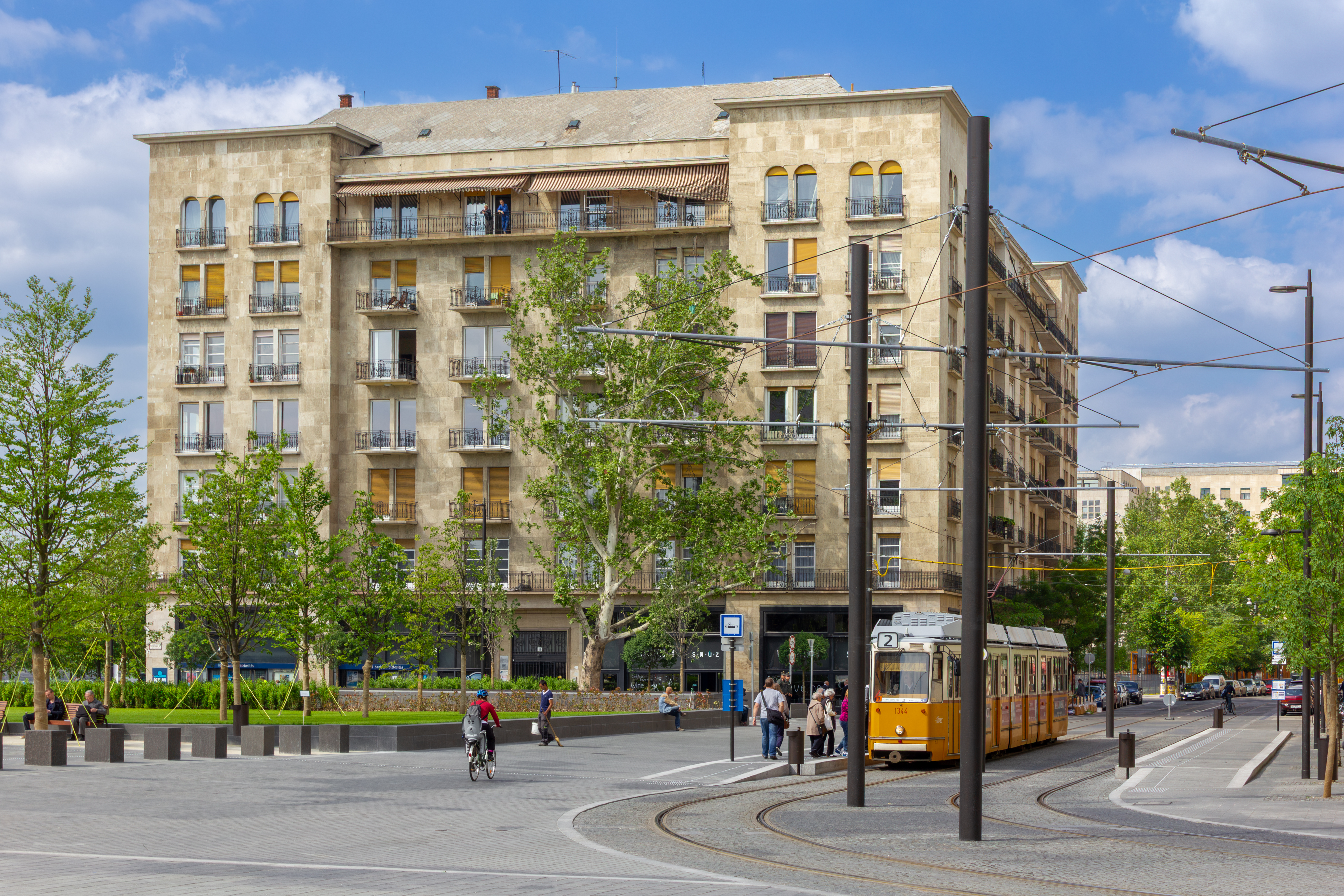
A Biarritz ház

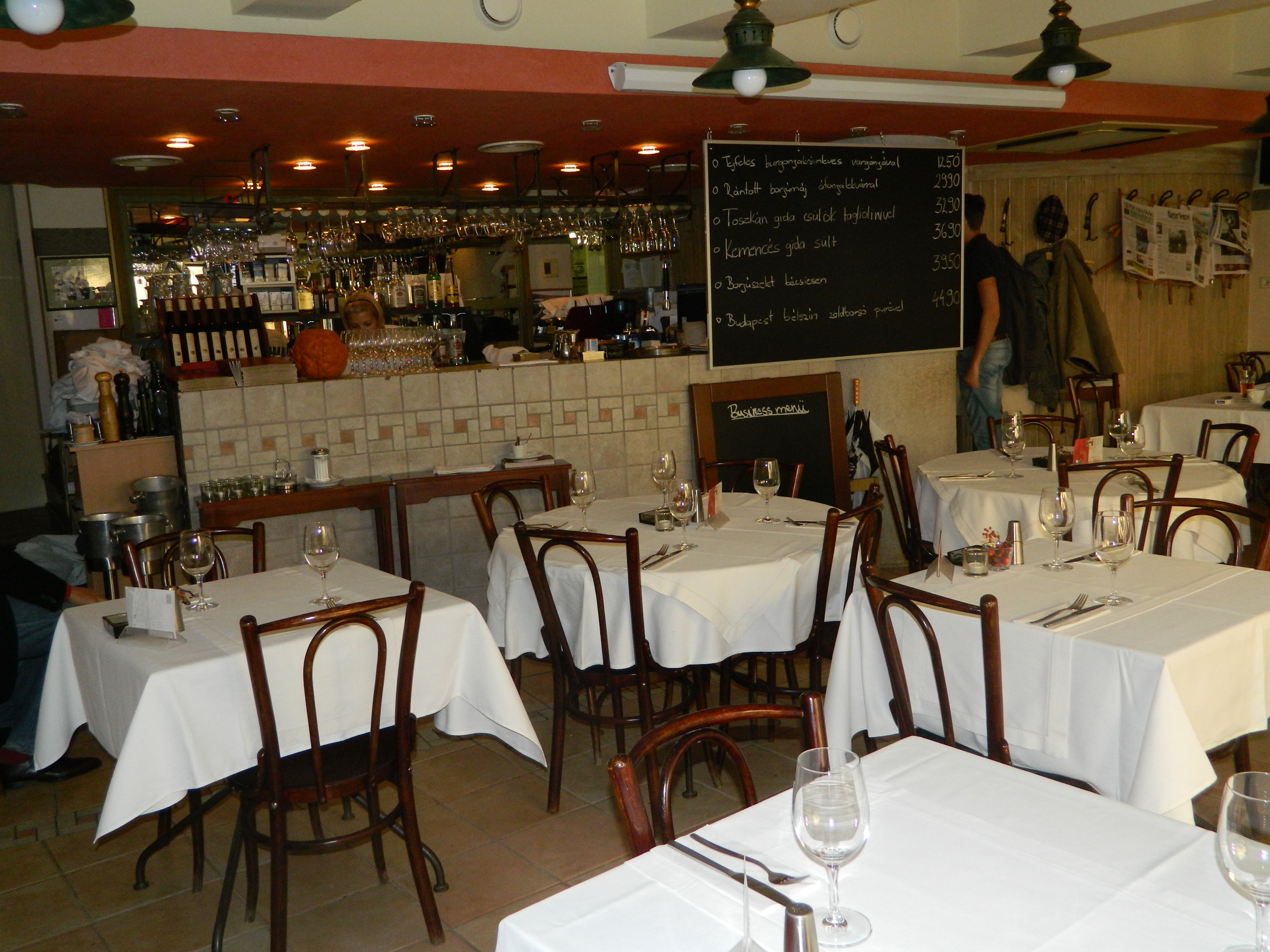
Étterembelső

A Biarritz étterem és kávézó egy étterem, mely Budapesten a Lipótvárosban a Parlament és a Duna mellett, a Kossuth tér és a Balassi Bálint utca sarkán található.

## Története
A kávéházat az első tulajdonos, Tihaméry Kálmán 1938 júliusában nyitotta meg a Duna parton a Bauxit Ipari részvénytársaság  újonnan felépült épületében. A kávéház eredetileg az épület Duna felé eső oldalát foglalta el nyaranként hatalmas terasszal Nevét a Vizcayai-öböl mellett található baszk üdülőhelyről Biarritzról kapta. Ez a névadás közvetlenül Ausztria Németország által történt bekebelezését követően pár héttel történt. A parlament közelsége a Budai várnegyedre és a Budai-hegységre nyíló pazar kilátás gyorsan a város legnépszerűbb kávéházai közé emelte. 
Az kávéház az épülettel együtt átvészelte a háborút. Az ostrom után 1945-ben az elsők között nyitott ki újra. 1948-ban a budapesti kávéházak többségéhez hasonlóan bezárásra került.
A Biarritz feltámasztása, hagyományainak mentése jelenlegi tulajdonosának Berkes Gyulának köszönhető aki ide született, ebbe a házban. Berkes Gyula a Vendéglátóipari főiskola elvégzése után 1974-től dolgozott a szakmában és 1995-ben valósította meg álmát, nyitotta meg saját kávéházát, éttermét, a Biarritzot. Az eredeti teret  nem sikerült visszaszerezni, az épület Dunára néző oldalán azokat ma egy bank foglalja el, csupán az épület Ballasa Bálint utca felé eső oldalán sikerült egy 60-65 fő befogadására alkalmas éttermet kialakítani. Az étterem rendelkezik egy kis különteremmel, amely alkalmas zártkörű tárgyalások, kisebb családi események lebonyolítására. A kisterem befogadóképessége 8 fő.

### Az épület
A Biarritz kávéháznak helyet adó épületet a Bauxit Ipari Rt építette 1936-38 között a Balassa Bálint utca és a Széchenyi rakpart közé. Már az épület tervezésekor figyelembe vették hogy a épület földszintjére teraszos kávéház  kerül. A kávéház belső berendezését két neves belsőépítész Forgó Gábor és Keller József tervezte, ezeknek a belsőépítészeknek másik nevezetes alkotása az 1937-ben megnyitott EMKE belsőépítészeti megvalósítása is.
Az épülettömbnek ezt a Kossuth tér 18-as szám alatt található tömbjét Verő Imre a bauxitipar első számú építésze, tervezte, aki haláláig a házban is lakott.
Megszűnése
A Biarritz étterem és kávézó 31 évnyi töretlen varázslat és vendégszeretet után 2025. augusztus 16-án bezárta kapuit. A hely ezzel nemcsak egy korszakot, hanem számos emléket és élményt is maga mögött hagyott. Új tulajdonos érkezésével az épület hamarosan új néven és új történettel nyitja meg kapuit, továbbírva a város vendéglátásának fejezetét.

## Ételek
Az étterem gasztronómiai filozófiája a magyar konyhaművészet ízvilágát ötvözi a modern szakácsművészettel. A francia bisztrók hangulatát igyekszik társítani a magyar vendégszeretettel. Ételeiket kizárólag kézműves technikával készítik és lehetőség szerint organikusan termesztett alapanyagokból, amelyeket ellenőrzött beszállítóktól vásárolnak
Az étterem állandó ajánlatában kiváló ételeket találunk a francia, mediterrán és a magyar konyha művészetéből. E mellett rendszeresek a világkonyhai kitekintést biztosító rendezvényeik is. Mint például a 2011 nyarán rendezett „Délamerika ízei egy budapesti étteremben”  a dél-amerikai konyhák különlegességeit bemutató sorozatuk volt.

## Személyzet
Az étterem séfje jelenleg Santovan Enikő mesterszakács, aki a szakácsok munkáját fogja össze, és biztosítja a kereteket is (pl. menük összeállítása, alapanyagok biztosítása).

## Díjak, elismerések
Alexandra Kiadó Étteremkalauza 20 pontos rendszerében 2010-ben 11, 2011-ben 12,5 pontra értékelte.